# Левченкове (Золотоніський район)
Левче́нкове — село в Україні, у Золотоніському районі Черкаської області. Входить до складу Драбівської селищної громади.

## Історія
Про історію заснування села розповідають, що багатий козак Платон Левченко, мешканець села Безпальче, осадив на цій землі хутір. Нова осада зросла коштом козаків-переселенців, а хутір названо на честь першого осадчого Левченка.
Не пізніше 1790 року хутір Левченківський було приписано до Воскресенської церкви у Безпальчі.
Селище Софіївка було приписано до Петропавлівської церкви у Жорнокльовах.
Село Левченкове утворено після 1945 року об'єднанням селища Софіївки з хутором Левченки (Левченківський).
Село постраждало внаслідок геноциду українського народу, проведеного радянським окупаційним урядом 1932—1933 та 1946–1947 роках.

## Населення
Населення — 495 чоловік (на 2001 рік).

### Мовний склад
Рідна мова населення за даними перепису 2001 року:
| Мова       | Чисельність, осіб | Доля     |
| ---------- | ----------------- | -------- |
| Українська | 494               | 99,80 %  |
| Інше       | 1                 | 0,20 %   |
| Разом      | 495               | 100,00 % |